# 藤沢市立大鋸小学校
藤沢市立大鋸小学校（ふじさわしりつ だいぎりしょうがっこう）は、神奈川県藤沢市大鋸にある公立小学校。

## 沿革
- 1980年（昭和55年）4月1日 - 開校（児童数545名、職員数31名）[2]
- 1981年（昭和56年）12月5日 - 校歌制定、作詞:丸山途雄・作曲:芝裕久[2]
- 2000年（平成12年）9月20日 - パソコンルーム設置[2]
- 2002年（平成14年）3月15日 - 体育館放送機器改修[2]
- 2015年（平成27年）4月1日 - 児童数 686名

## 教育目標
- 自らの体験を通して 伸びようとする子どもの育成[3]

## 学区
- 西富番地（バイパス以南）
- 大鋸852～1243・3丁目の一部
- 柄沢149～698（一部）[4]

## 進学先
公立中学校の場合。
- 藤沢市立藤ヶ岡中学校

## アクセス
- 東海道本線・藤沢駅より徒歩25分
- 江ノ島電鉄線・藤沢駅より徒歩25分
- 小田急江ノ島線・藤沢本町駅&藤沢駅から徒歩25分